# Julio Chulilla Gazol
Julio Chulilla Gazol (Madrid, 2 febbraio 1887 – Madrid, 7 gennaio 1960) è stato un calciatore e editore spagnolo fu tra i fondatori della società sportiva Real Madrid allora solo Madrid Foot Ball Club, attaccante nella stessa squadra dal 1905 al 1912, segretario dal 1912 al 1924, editore di Madrid Sport, organo ufficiale del Real Madrid. Editore del romanzo "Fermín Galán (Romance de ciego)" di Rafael Alberti e di pubblicazioni in Esperanto di Francisco Azorín Izquierdo.

## Biografia
Julio Chulilla Gazol nacque a Madrid il 2 febbraio 1887.
Il padre, Atanasio Chulilla y Villaroya, era stato un commerciante fallito nel 1906 e morto a Madrid nel 1919, lasciando vedova la moglie, Ignacia Gazol Reula, con cinque figli di cui tre maschi.
Il cognome Chulilla è toponimico derivato dall'omonimo paese andaluso in provincia di Murcia in Spagna.
Da tipico andaluso, anche se nato a Madrid, Julio era un brevilineo con capelli, baffetti e occhi scuri dallo sguardo intenso e aveva un temperamento vivace e nervoso orientato più all'azione che allo studio. Era dotato di grande comunicativa.
Julio abbandonò ben presto i suoi studi in materia doganale presso il Centro de Instruccion Comercial di Madrid, allora diretto da Eugenio Sainz Romillo di cui sposerà una nipote nel 1921, per dedicarsi allo sport.
Julio Chulilla Gazol ebbe dalla moglie Maruja  cinque figli tutti nati a Madrid: Julio, il maggiore, nato il 23 aprile 1923, autore dell'articolo in memoria del padre pubblicato nel 2002 in occasione del centenario del Real Madrid, Luis Chulilla Sainz, architetto che negli anni '60 realizzò importanti opere nell'ambito del piano urbanistico di Valladolid, morto nel 1979, Fermin, membro dell'Opus Dei, morto il 19 dicembre 2002, Maria Pilar e un'altra femmina morta ancora bambina.
Julio Chulilla Gazol si spense a Madrid il 7 gennaio 1960.

## Carriera

### Calciatore

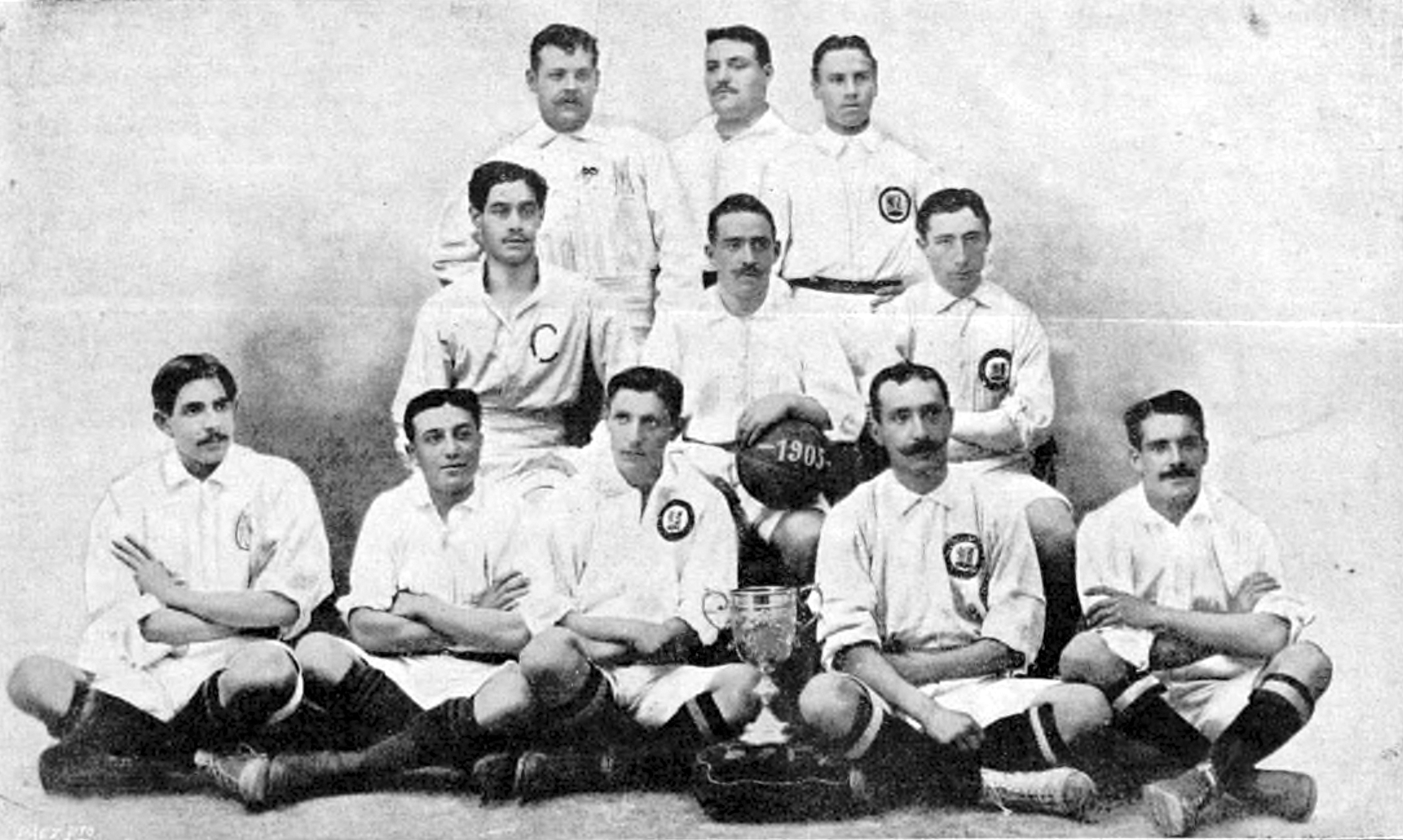
La squadra del Madrid Foot Ball Club con la prima coppa vinta nel 1905

Si iscrisse prima alla Società Ginnica madrilena, poi alla Iberia, altra società sportiva della capitale e infine al Madrid Futbol Club dove giocò come attaccante dal 1905 al 1912 oltre ad essere annoverato fra i fondatori - tessera numero 2 - di quella che sarebbe diventata in seguito una delle più famose società di gioco del calcio mondiale: il Real Madrid. All'epoca era soprannominato “il topo” e anche “il perpetuo” per la sua innata capacità di essere sempre ovunque presente. Lo ricordano come abile e rapido in campo.

## Dopo il ritiro

### Dirigente
Dal 1912 smise l'attività agonistica e divenne segretario della società sportiva Madrid FC in cui aveva giocato per tanti anni. Ricoprì la carica di segretario fino al 1924.
Nel 1920, esattamente il 29 giugno, la società sportiva Madrid FC riceve la comunicazione ufficiale dal re Alfonso XIII di potersi fregiare del titolo di “Real”. Da questa data nasce ufficialmente il Real Madrid FC.
Nello stesso anno il re riceve al Palazzo d'Oriente in Madrid una delegazione del Real Madrid FC che gli porge la nomina di “Presidente onorario” e di cui fa parte anche Julio Chulilla Gazol in redingote e tuba, come l'occasione ufficiale richiedeva. La foto, ormai d'epoca, che immortala questo storico evento, mette in risalto la piccola statura di Julio Chulilla Gazol stretto alla sua sinistra da Santiago Bernabéu, e alla sua destra da Pedro Parages, allora presidente in carica del Real Madrid, gli altri che appaiono nella foto sono Carlos Aparici e Suarez Sousa.

### Editore

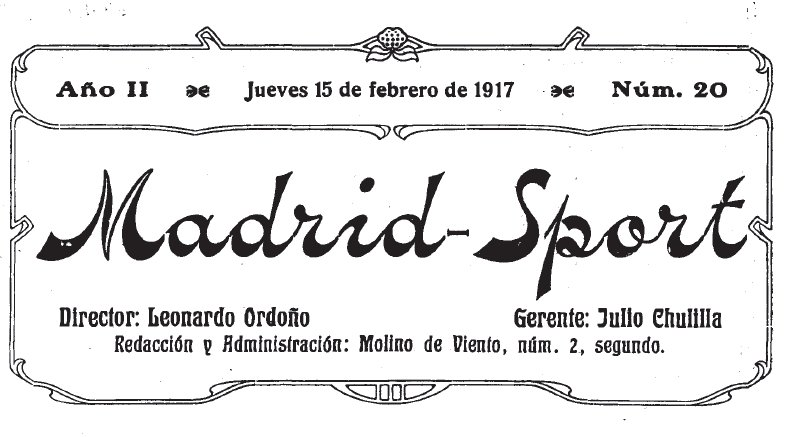
1917

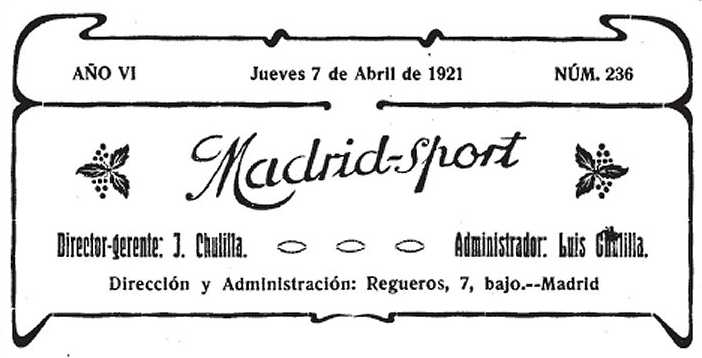
1921

Dal momento che la sola attività di segretario del Madrid FC non gli avrebbe consentito di mantenere una famiglia, aprì una tipografia in calle Pelayo, 46 a Madrid con ragione sociale “Tipografía Hispana”, la cui principale attività inizialmente fu la stampa della rivista sportiva Madrid Sport.
La “Tipografía Hispana” fu in attività dal 1919 al 1920. Prosperò subito tanto che poi dovette ingrandirsi. La rivista Madrid Sport non trattava solo di sport ma anche della vita famigliare degli atleti e dei soci dando annuncio di matrimoni, ricorrenze, incontri ecc. una vera e propria cronaca sportivo-familiar-mondana.
Come ricorda il figlio maggiore Julio Chulilla Sainz:”mio padre della parte tecnica della tipografia non ne capiva niente, lui si occupava solo della parte commerciale, perché era si piccolo di statura,  ma grande di cuore e sapeva attrarre i clienti che erano diventati numerosi”.
Nello stesso 1921 Julio Chulilla Gazol entra in società con Felipe Angel Rodríguez, altro socio fondatore del Madrid FC – tessera numero 31-,  aprendo una nuova tipografia più grande per soddisfare la crescente domanda, con la ragione sociale “Chulilla y Angel” in calle Torrecilla del Leal, 17 a Madrid.
In questa tipografia, oltre alla stampa della rivista ufficiale del Real Madrid FC, il Madrid Sport, e di tutto il materiale occorrente alla società sportiva, sarà stampata nel 1931 la prima edizione del romanzo "Fermín Galán (Romance de ciego)" di Rafael Alberti e anche opere in Esperanto di Francisco Azorin Izquierdo. Così come si stampavano libri d'arte come il saggio critico-biografico di Jiménez Aranda su Bernardino de Pantorba (pseudonimo di José López Jiménez) del 1930 arricchito di 55 illustrazioni.
Nel 1936 a Guerra Civile già iniziata, in questa tipografia si stampavano anche volantini politici della gioventù della sinistra repubblicana.
I figli mandarono avanti l'attività tipografica che poco alla volta si ridusse solo ad essere l'organo di stampa del Real Madrid, terminando la sua attività nel 1984.